# NGC 5001
NGC 5001 este o galaxie spirală situată în constelația Ursa Mare. A fost descoperită în 1 mai 1831 de către John Herschel. Se află la o distanță de 134,8 de megaparseci de Pământ.